# Jarosław Chwiałkowski
Jarosław Chwiałkowski (ur. 10 lutego 1971 we Włocławku) – polski piłkarz występujący na pozycji napastnika.

## Życiorys
Wychowanek Kujawiaka (BKS) Włocławek. W sezonie 1988/1989 występował w seniorach Kujawiaka, a następnie w GKS Bełchatów. W 1991 roku przeszedł do Zawiszy Bydgoszcz. W barwach tego klubu rozegrał 43 spotkania w I lidze, dotarł także do ćwierćfinału Pucharu Polski w sezonie 1991/1992. W 1993 roku był reprezentantem Polski na mistrzostwach świata drużyn wojskowych. W tym okresie wrócił do GKS Bełchatów, z którym dwa lata później awansował do I ligi. W latach 1997–1999 występował w klubach drugoligowych, a później w klubach z niższych lig. W 2003 roku był trenerem Włocłavii Włocławek. Pracował w Kujawsko-Pomorskim ZPN oraz PZPN, był także prezesem i trenerem żeńskiej drużyny WAP Włocławek.

## Statystyki ligowe
| Sezon         | Klub                  | Liga    | Mecze | Gole |
| ------------- | --------------------- | ------- | ----- | ---- |
| 1991/1992     | Zawisza Bydgoszcz     | I liga  | 22    | 3    |
| 1992/1993     | Zawisza Bydgoszcz     | I liga  | 21    | 2    |
| 1993/1994     | GKS Bełchatów         | II liga | 31    | 4    |
| 1994/1995     | GKS Bełchatów         | II liga | 28    | 7    |
| 1995/1996     | GKS Bełchatów         | I liga  | 13    | 2    |
| 1996/1997 (j) | GKS Bełchatów         | I liga  | 1     | 0    |
| 1996/1997 (w) | RKS Radomsko          | II liga | 16    | 10   |
| 1997/1998     | GKS Bełchatów         | II liga | 31    | 10   |
| 1998/1999     | Ceramika Opoczno      | II liga | 17    | 0    |
| 1999/2000 (j) | Lechia/Polonia Gdańsk | II liga | 15    | 1    |